# Eric Lomax
Eric Lomax, per esteso Eric Sutherland Lomax (Edimburgo, 30 maggio 1919 – 8 ottobre 2012), è stato uno scrittore e militare scozzese.
Durante la Seconda guerra mondiale, nel 1942, fu fatto prigioniero in un campo di prigionia giapponese. Da questo drammatico evento è tratto il suo celebre libro, Le due vie del destino – The Railway Man, in cui racconta la sua esperienza prima, durante e dopo la seconda guerra mondiale. Il libro è stato insignito di diversi premi prestigiosi.

## Biografia

### Formazione e servizio militare
Lomax è nato il 30 maggio 1919 a Edimburgo. All'età di 16 anni lascia la scuola per lavorare all'ufficio postale, dove nel 1936 diviene impiegato allo smistamento e come telegrafista. A 19 anni, nel 1939, prima dello scoppio della seconda guerra mondiale, Lomax entra a far parte del Royal Corps of Signals, reggimento specializzato nelle comunicazioni radio sui campi di battaglia. Nel 1940 viene promosso a second lieutenant con il numero di servizio 165340 e viene assegnato come ufficiale della Royal Signal 5º Reggimento artiglieria campale della Royal Artillery.

### La cattura e il campo di prigionia
Dopo la resa di Singapore, nel febbraio 1942, quando Lomax è tenente, viene catturato dai giapponesi e insieme ad altri prigionieri deportato al campo di prigionia di Changi. Da qui viene trasferito a Kanchanaburi, in Thailandia, dov'è costretto a costruire la ferrovia della morte birmana.
Il 12 settembre 1946, è menzionato sulla Gazzetta Ufficiale "in riconoscimento del servizio prestato mentre era prigioniero di guerra". Nel 1949 è stato insignito della Medaglia all'efficienza e onorato del ruolo di capitano.

### La ritrovata libertà e gli studi
Lomax fino al 1955 presta servizio per il Colonial Service del governo britannico, in Ghana. Dopo gli studi in management ha lavorato per la Scottish Gas Board e l'Università Strathclyde, fino al 1982, anno in cui si ritira.

### La riconciliazione con l'aguzzino
Solo dopo aver lasciato i suoi incarichi, Lomax si riconcilia con uno dei suoi aguzzini, Takashi Nagase. Takashi ha scritto un libro sulla sua esperienza durante la guerra dal titolo Crosses and Tigers e per espiare le sue colpe ha finanziato un tempio buddhista. L'incontro tra i due uomini ha dato vita al documentario Enemy, My Friends?, del 1995, diretto da Mike Finlason.

### La morte
All'età di 93 anni Lomax muore, a darne l'annuncio è la BBC l'8 ottobre 2012.

## Le due vie del destino - The Railway Man
Nel 1995 viene pubblicato The Railway Man. In Italia il libro, che prende il titolo Le due vie del destino, viene pubblicato nel 2014 per l'editore A. Vallardi Editore. John McCarthy, giornalista che per cinque anni fu ostaggio in Libano, descrive il libro di Lomax come "una straordinaria storia di tortura e riconciliazione".

### Adattamento cinematografico
Dal libro è stato tratto il film Le due vie del destino - The Railway Man, diretto da Jonathan Teplitzky nel 2013, con Lomax, interpretato da Colin Firth, la moglie, interpretata da Nicole Kidman e il compagno di prigionia Finlay, interpretato da Stellan Skarsgård.